# Ганс Зебом
Ганс Зебом (нім. Hans Seebohm; 21 листопада 1871, Діллінген — 25 грудня 1945, Бад-Пірмонт) — німецький офіцер, контрадмірал крігсмаріне.

## Біографія
Син підприємця Ганса Рудольфа Зебома (1834–1901). 14 квітня 1890 року вступив на флот. В червні 1903 року був командиром канонерського човна «Пантера», а з 4 жовтня 1911 по 14 квітня 1912 року — легкого крейсера «Бремен». Учасник Першої світової війни. В серпні 1914 року ненадовго очолював щойно сформовану флотилію гавані Яде-Везер, водночас був останнім командиром легкого крейсера «Аріадна». З лютого 1916 року — начальника оперативного відділу штабу Флоту відкритого моря, потім став останнім начальником центрального відділу Імперського морського управління. 24 листопада 1919 року звільнений у відставку.
В 1920/33 роках — виконавчий голова Асоціації німців за кордоном. Під час Другої світової війни був редактором календаря ОКМ. 1 вересня 1941 року був переданий в розпорядження головнокомандувача крігсмаріне, але не отримав призначення. 31 березня 1943 року остаточно звільнений у відставку.

## Сім'я
Федеральний міністр транспорту Ганс-Крістоф Зебом — племінник контрадмірала Зебома.

## Звання
- Кадет (14 квітня 1890)
- Морський кадет (7 квітня 1891)
- Унтерлейтенант-цур-зее (22 травня 1893)
- Лейтенант-цур-зее (13 квітня 1896)
- Оберлейтенант-цур-зее (1 січня 1899)
- Капітан-лейтенант (15 березня 1902)
- Корветтен-капітан (7 грудня 1907)
- Фрегаттен-капітан (25 квітня 1912)
- Капітан-цур-зее (14 липня 1914)
- Контрадмірал запасу (26 січня 1920)
- Контрадмірал до розпорядження (1 вересня 1941)

## Нагороди
- Столітня медаль (22 березня 1897)
- Орден Червоного орла
  - 4-го класу з короною
    - орден (21 квітня 1903)
    - корона (1 листопада 1910)

  - 3-го класу з бантом (10 лютого 1914)
- Колоніальна медаль із застібкою «Венесуела 1902/03»
- Почесний хрест (Шварцбург)
  - 2-го класу (11 грудня 1909)
  - 1-го класу з мечами
- Орден Франца Йосифа, командорський хрест (Австро-Угорщина; 19 жовтня 1911)
- Орден Корони (Пруссія)
  - 3-го класу (12 січня 1913)
  - 2-го класу з мечами (13 грудня 1917)
- Хрест «За вислугу років» (Пруссія)
- Залізний хрест 2-го і 1-го класу
- Військовий Хрест Фрідріха-Августа (Ольденбург) 2-го і 1-го класу
- Ганзейський Хрест (Бремен і Гамбург)
- Почесний хрест ветерана війни з мечами